# Calycorectes dominicanus
Calycorectes dominicanus är en myrtenväxtart som beskrevs av Joáo Rodrigues de Mattos. Calycorectes dominicanus ingår i släktet Calycorectes och familjen myrtenväxter. Inga underarter finns listade i Catalogue of Life.